# Алън Силвестри
Алън Антъни Силвестри (на английски: Alan Anthony Silvestri) е американски композитор и диригент.

## Биография
Роден е на 26 март 1950 година в Ню Йорк в семейство с италиански произход и израства в близкия Тийнек. От 1972 година композира музика за киното и телевизията, като най-голяма известност му донася сътрудничеството с режисьора Робърт Земекис, включващо филми като „Завръщане в бъдещето“ („Back to the Future“, 1985), „Кой натопи Заека Роджър“ („Who Framed Roger Rabbit“, 1988) и „Форест Гъмп“ („Forrest Gump“, 1994).

## Избрана филмография
- „Романс за камъка“ („Romancing the Stone“, 1984)
- „Завръщане в бъдещето“ („Back to the Future“, 1985)
- „Кланът на пещерната мечка“ („The Clan of the Cave Bear“, 1986)
- „Делта Форс“ („The Delta Force“, 1986)
- „Хищникът“ („Predator“, 1987)
- „Кой натопи Заека Роджър“ („Who Framed Roger Rabbit“, 1988)
- „Завръщане в бъдещето 2“ („Back to the Future Part II“, 1989)
- „Бездната“ („The Abyss“, 1989)
- „Завръщане в бъдещето 3“ („Back to the Future Part III“, 1990)
- „Хищникът 2“ („Predator 2“, 1990)
- „Бащата на булката“ („Father of the Bride“, 1991)
- „Фърнгъли: Последната екваториална гора“ („Ferngully: The Last Rainforest“, 1992)
- „Смъртта ѝ прилича“ („Death Becomes Her“, 1992)
- „Бодигард“ („The Bodyguard“, 1992)
- „Партньори“ („Sidekicks“, 1992)
- „Ченге и половина“ („Cop and a Half“, 1993)
- „Сърдити старчета“ („Grumpy Old Men“, 1993)
- „Форест Гъмп“ („Forrest Gump“, 1994)
- „Бърз или мъртъв“ („The Quick and the Dead“, 1995)
- „Съдия Дред“ („Judge Dredd“, 1995)
- „Сержант Билко“ („Sgt. Bilko“, 1996)
- „Заличителят“ („Eraser“, 1996)
- „Дългата целувка за лека нощ“ („The Long Kiss Goodnight“, 1996)
- „Контакт“ („Contact“, 1997)
- „Бързата работа“ („Fools Rush In“, 1997)
- „Ловът на мишката“ („MouseHunt“, 1997)
- „Капан за родители“ („The Parent Trap“, 1998)
- „Приложна магия“ („Practical Magic“, 1998)
- „Стюарт Литъл“ („Stuart Little“, 1999)
- „Какво искат жените“ („What Women Want“, 2000)
- „Корабокрушенецът“ („Cast Away“, 2000)
- „Прозрачно минало“ („What Lies Beneath“, 2000)
- „Мумията се завръща“ („The Mummy Returns“, 2001)
- „Знак на съдбата“ („Serendipity“, 2001)
- „Шоуто започва“ („Showtime“, 2002)
- „Лило и Стич“ („Lilo & Stitch“, 2002)
- „Стюарт Литъл 2“ („Stuart Little 2“, 2002)
- „Петзвезден романс“ („Maid in Manhattan“, 2002)
- „Самоличност“ („Identity“, 2003)
- „Лара Крофт Томб Рейдър: Люлката на живота“ („ Lara Croft: Tomb Raider – The Cradle of Life“, 2003)
- „Ван Хелсинг“ („Van Helsing“, 2004)
- „Полярен експрес“ („The Polar Express“, 2004)
- „Нощ в музея“ („Night at the Museum“, 2006)
- „Див живот“ („The Wild“, 2006)
- „Беулф“ („Beowulf“, 2007)
- „Нощ в музея 2“ („Night at the Museum: Battle of the Smithsonian“, 2009)
- „G.I. Joe: Изгревът на Кобра“ („G.I. Joe: The Rise of Cobra“, 2009)
- „Коледна песен“ („A Christmas Carol“, 2009)
- „„А“ отборът“ („The A-Team“, 2010)
- „Капитан Америка: Първият отмъстител“ („Captain America: The First Avenger“, 2011)
- „Полет“ („A Christmas Carol“, 2012)
- „Отмъстителите“ („The Avengers“, 2012)
- „Круд“ („The Croods“, 2013)
- „The Walk: Живот на ръба“ („The Walk“, 2015)
- „Играч първи, приготви се“ („Ready Player One“, 2018)
- „Отмъстителите: Война без край“ („Avengers: Infinity War“, 2018)
- „Добре дошли в Марвен“ („Welcome to Marwen“, 2018)
- „Отмъстителите: Краят“ („Avengers: Endgame“, 2019)
- „Вещиците“ („The Witches“, 2020)